# František Martin Pecháček
František Martin Pecháček (Wildenschwert, Bohèmia, 1763 - Viena, Àustria, 1821) fou un compositor bohemi.
Després d'haver après els primers passos musicals i el violí en el seu poble nadiu, cursà filosofia a Weiswasser (Silèsia) i allà perfeccionà els seus coneixements musicals.
El 1783 es traslladà a Viena, on aconseguí el 1790 la plaça de director d'orquestra en un teatre, per al qual va compondre, durant els quinze anys que ocupà aquell càrrec, dues grans òperes, 10 òperes còmiques i uns 30 balls d'espectacle, entre ells el titulat Das Waldweibchen.
Deixà d'altres composicions, profanes, religioses, però es distingí principalment com a compositor de danses.
El seu fill Franz Xaver Pecháček (1795-1810), també fou un conegut violinista i compositor.